# Óscar Avilés
Óscar Guillermo Avilés Arcos (Callao, 24 de marzo de 1924-Lima, 5 de abril de 2014), más conocido como Óscar Avilés, fue ejecutante de la guitarra; productor musical y discográfico; cantor; autor y compositor; arreglista y director musical peruano. Fue conocido como La Primera Guitarra del Perú porque revolucionó la música de la costa del Perú con su innegable talento, sus inquietudes, aportes, propuestas musicales y creaciones constantes. Logró para la música criolla nuevos efectos y sonidos en la guitarra criolla, siendo característicos sus silencios musicales.

## Biografía
Nació en el Callao, en la calle Zepita N.º 653 (actualmente esta cuadra lleva su nombre). Hijo de don José Avilés Cáceres y la dama chilena Angelina Arcos Galván. Su padre es considerado uno de los pioneros de la cinematografía en el Perú, además de haber sido un destacado fotógrafo peruano emigrado de Tarapacá durante el proceso de chilenización que siguió a la Guerra del Pacífico y que a principios del siglo XX obligó a muchos peruanos a abandonar la región para huir del accionar de las ligas patrióticas chilenas.  En 1918 don José Avilés, había publicado en Chile el Álbum gráfico de Iquique: 1918,importante testimonio histórico del esplendor industrial y comercial de dicho puerto durante el auge salitrero.  Al salir de Chile, la familia Avilés Arcos se afincó primero en Arequipa, donde don José tuvo un estudio de fotografía; más tarde se trasladó a en la Provincia Constitucional del Callao (donde nació Óscar, en la calle Zepita); luego se muda a Chacra Colorada (actualmente el distrito de Breña) para después retornar al Callao, a la calle Teatro.   Óscar Avilés tuvo seis hermanos: Alberto (nacido en Chile), Fernando (nacido en Arequipa y fallecido de niño), Carlos, Olga, Óscar Enrique e Irma. Cuando tenía 10 años, su familia se mudó al jirón Huascarán en el Distrito de La Victoria.
Su gusto por la música criolla se inició escuchando a su padre, quien en reuniones familiares y amicales tocaba y cantaba música peruana. Fue su abuela materna, Carmen Galván, quien le enseñó los primeros acordes de guitarra. Al inicio su padre no quiso que practicase ese instrumento, pero llegó el momento que se dio cuenta de las aptitudes y virtudes de su hijo en la ejecución del instrumento, e influenciado por sus amigos criollos, apoyó a su hijo para que aprendiera guitarra. Cuenta una anécdota que Oscar descuidaba los estudios para tocar la guitarra y su padre le prohibió que tocara guitarra por sus malas calificaciones en la escuela. Era tanto el amor que sentía por el instrumento que un día se escondió dentro de un ropero para tocarla, hasta que lo descubrieron escondido entre la ropa.
Estudió la primaria en el Colegio Salesiano en Breña. Concluyó los estudios secundarios en el Callao, en el Centro Educativo Francisco Bolognesi (entre 1936 y 1937), y en el Colegio Moderno (entre 1938 y 1940). Paralelamente cursó clases de guitarra en el Conservatorio Nacional de Música con el maestro Juan Brito, entre los años 1936 y 1938, estudios que luego prosiguió en forma particular con el maestro Isidoro Purizaga.
Avilés tuvo cinco hijos: José (+), Ramón, Gustavo (+), Óscar y Lucy, todos ellos de tendencias muy musicales.  Un poco tarde se casó con Lucy Valverde Lynch de Avilés, con quien tuvo dos de sus cinco hijos.  Estuvieron casados 56 años.      
Falleció a las 8:55 a. m. del sábado 5 de abril del 2014 en la Sala de Cuidados Intensivos del Hospital Edgardo Rebagliati, donde estuvo internado desde el 29 de noviembre de 2013. El velorio, al que asistieron distintas personalidades de la política y las artes, así como admiradores y público en general, se llevó a cabo en el Salón Nazca del Museo de la Nación, en el Distrito de San Borja.  Camino al camposanto, el cortejo fúnebre se detuvo en la Plaza Manco Cápac del Distrito de La Victoria, donde recibió un emotivo homenaje.  Fue sepultado en el Cementerio Baquíjano del Callao.

## Carrera musical
En 1939, a la edad de 15 años, empezó su carrera musical como cajonero del dúo de hermanos La Limeñita y Ascoy.  En 1942, creó el trío de cuerdas Avilés, Núñez & Arteaga. En ese mismo año ganó un concurso radial organizado por el periodista Roberto Nieves del diario "La Noche", y por voto popular lo distinguieron como La Primera Guitarra del Perú, título que conservó y lo acompañó para siempre.
En 1946, formó parte de Los Trovadores del Perú, junto con Miguel Paz, Oswaldo Campos y Panchito Jiménez. Se integró al trío Los Morochucos, entre los años 1947 y 1952, conjuntamente con Alejandro Cortez y su fundador Augusto Ego Aguirre, quienes luego de un receso volvieron a reunirse entre los años 1962 y 1972.  
En 1952 fundó la primera Escuela Peruana de Guitarra de estilo criollo, que mantuvo sus puertas abiertas hasta 1967 y donde fueron profesores personajes criollos como Humberto Cervantes y Luis Abelardo Núñez. 
En el segundo semestre de 1956 debuta "Óscar Avilés y su Conjunto Espectáculo Fiesta Criolla" y comienzan a trabajar en el auditorio de Radio El Sol, junto con Panchito Jiménez, Humberto Cervantes, Pedrito Torres y Arístides Ramírez. 
Trabajó musicalmente con Chabuca Granda, durante quince años (1955-1970), comenzando con ella su etapa de internacionalización.
En 1960, se separó de Fiesta Criolla y de la compañía disquera Sono Radio, para trabajar como director artístico de la compañía Iempsa. 
Grabó en el Brasil, la celebrada colección "Valses Peruanos Eternos" en dos volúmenes, acompañado por la Orquesta de Augusto Valderrama, cuyo nombre real era Angel Perucci.
En la década del 60 grabó con Gabriela Ortega, Olga Guillot, Xiomara Alfaro y Leo Marini, en distintas producciones musicales.
En 1996 trabajó con Alicia Maguiña, con quien realizó giras a provincias y pisó escenarios de mucho prestigio.
Porfirio Vásquez, representante de la música negra en el Perú, en 1944 le compuso esta cuarteta: Cantaron una jarana, San Pedro dijo: quien es? Y el Padre eterno le responde: Ese es Óscar Avilés.
Además de todas sus actividades musicales, produjo y dirigió su programa de radio titulado La hora de la tradición en distintas emisoras, conducido por Guillermo Rosemberg Gonzales. Durante sus últimos cuatro años de vida disfrutó mucho cuando produjo, dirigió y condujo el programa radial El Óscar del criollismo, en Radio Nacional del Perú.
Durante muchos años, viajó en el mes de julio para brindar su música a las colonias peruanas de distintos paìses.

## Acompañamiento y asesoría musical
Don Óscar Avilés ha compuesto, cantado, acompañado musicalmente, arreglado y producido una gran cantidad de melodías que actualmente forman parte del gran acervo musical criollo histórico del Perú. Igualmente ha producido un sinfín de discografía con artistas emblemáticos, como: Los Embajadores Criollos, Jesús Vásquez, Las Limeñitas, Rafael Matallana, Carmencita Lara y todos los artistas pertenecientes al sello IEMPSA, donde se desempeñó como director artístico desde 1960 hasta mediados de la década del 90. Dirigió a los mejores conjuntos y solistas, como: Los Morochucos, Óscar Avilés y su Conjunto Espectáculo Fiesta Criolla, Óscar Avilés y su Quinteto, Los Hermanos Zañartu, Los Hermanos García, Chabuca Granda, Fetiche, Jesús Vásquez, Nicomedes Santa Cruz, Lucila Campos, Eva Ayllón y Cecilia Bracamonte, dúo Cavero-Avilés, etc., y grabó con casi la totalidad de artistas peruanos del mejor nivel.
Descubrió, guio y orientó musicalmente a artistas de la misma época. Dadas sus condiciones vocales, a Pedro Otiniano y a Lucho Barrios los encaminó en el género de música en el que finalmente se desarrollaron y triunfaron: el bolero. En ambos casos, fueron personajes altamente reconocidos dentro y fuera del Perú. 
Recientemente el Premio Nobel peruano, don Mario Vargas Llosa, ha dedicado un capítulo de su último libro, “Le dedico mi silencio”, a don Óscar Avilés y a su inconmensurable obra musical. De igual forma, los distintos medios de comunicación escrita siguen dedicando sus más importantes páginas a su talento y a su arte. 
Como dice uno de sus renombrados alumnos, don Pepe Torres, quien tiene cerca de 70 años de trayectoria musical, “… todos, absolutamente todos los guitarristas, tenemos algo de don Óscar Avilés en nuestro toque”. A lo largo de sus 75 años de trayectoria musical, defendió y difundió la música criolla peruana, no solo dentro de las fronteras, sino también en las tres Américas, parte de Europa y otros lugares del mundo.

## Premios y reconocimientos
- Por sus importantes y constantes aportes a la música criolla peruana, mereció diversos reconocimientos, además de Discos de Oro por sus ventas fonográficas.
- En 1987, luego de gestiones llevadas a cabo por el entonces Canciller Luis González Posada, en el gobierno de Alan García, la Organización de Estados Americanos, distinguió a Óscar Avilés, junto a Jesús Vásquez, Arturo   "Zambo" Cavero, Luis Abanto Morales y Augusto Polo Campos, con el título de "Patrimonio Musical de América".
- En 1987 el Ministerio de Educación le otorgó las Palmas Magisteriales.
- En el año 2000, la Universidad Nacional Mayor de San Marcos, le otorgó la distinción de Doctor Honoris Causa, el más alto título académico que otorga esta casa de estudios.
- En el 2005, el alcalde de Lima Luis Castañeda Lossio, le otorgó la Medalla "Ciudad de Lima", en homenaje a su trayectoria.
- En el 2013 obtuvo el Premio Luces por su vigencia durante 74 años de trayectoria artística.
- En el 2024 se declaró el 24 de marzo de cada año, como el Día del Criollismo Chalaco, en honor y conmemoración al nacimiento de Óscar Avilés.
- Con Resolución Vice-Ministerial N.º 000069-2024-VMPCIC/MC, del 22 de marzo del 2024, el Ministerio de Cultura del Perú, declaró Patrimonio Cultural de la Nación la obra musical de Óscar Avilés, en virtud de la suma importancia, valor y alcance para la cultura peruana que posee, siendo referente de la identidad musical peruana a nivel local, nacional e internacional, en particular con respecto a la música y canción criolla, cuyos saberes, prácticas y espacios culturales de práctica y representación.
- Con Resolución Ministerial N.º 000117-2024-MC, del 21 de marzo del 2024, El Ministerio de Cultura del Perú, otorgó al Sr. Óscar Avilés la condecoración póstuma de la Orden de las Artes y las Letras, por su contribución a la preservación, desarrollo y difusión de la música peruana criolla y afroperuana, contribuyendo al desarrollo cultural del Perú.
En Lima y Callao podemos encontrar diversos reconocimientos a don Óscar Avilés, traducidos en lugares que llevan su nombre, o su imagen a través de murales o bustos: 
- Calle Óscar Avilés: la cuadra 6 del Jr. Zepita fue denominada con su nombre desde 1995 por la Municipalidad Provincial del Callao, por ser su lugar de nacimiento 
- Busto en el Parque de la Cultura, ubicado en San José – Bellavista 
- Parque Óscar Avilés, en la Asociación de Vivienda Las Praderas ubicada en el ex fundo Oquendo, Municipalidad Provincial del Callao 
- Mural en la cuadra 9 de la Av. Saenz Peña, Callao 
- Jirón Óscar Avilés: la calle 25 de la Urb. Córpac fue denominada con su nombre desde el 2020 por la Municipalidad de San Isidro, por ser el distrito donde residió más de 40 años
- Mural compartido con Arturo “Zambo Cavero” en el boulevard del criollismo, en Pueblo Libre 
- Busto compartido con Arturo “Zambo” Cavero y Augusto Polo Campos en el parque ubicado en la esquina de la Av. Las Artes Sur con Av. El Parque Norte, en San Borja 
- Escultura de don Óscar Avilés recientemente inaugurada por la Municipalidad Provincial del Callao en el Parque San Román (Plazuela de los Burros), con motivo del centenario de su nacimiento 
- Escultura de medio cuerpo recientemente inaugurada por la Municipalidad Provincial del Callao en su tumba, ubicada en el Cementerio Baquíjano y Carrillo, con motivo del centenario de su nacimiento
Don Óscar Avilés ha dejado para todos los peruanos una huella indeleble con su vida y obra musical, además de un mensaje, que es el que siempre transmitió a las nuevas generaciones en medio de sus presentaciones artísticas y con su ejemplo: DIOS, PATRIA Y FAMILIA. 
¡Gracias, Patriarca del Criollismo!

## Legado
Ramón Avilés Isusqui, el segundo hijo de Avilés, basándose en su propio esfuerzo, sacrificio y constancia, ha logrado forjar una carrera importante en el mundo de la música romántica.  A lo largo del tiempo ha dejado para la posteridad canciones como ¿Dónde estás Yolanda?, Resignación, Cabellitos de mi madre, Ni perdón ni olvido, etc.  Actualmente tiene casi 60 años de trayectoria y conserva intacta su voz y calidad interpretativa. Compartió escenario con la legendaria orquesta cubana La Sonora Matancera.   
Su última hija (la única mujer) Lucy Avilés Valverde, es productora discográfica, comunicadora, coach vocal e investigadora. Fue conductora y productora del programa radial criollo: "OTRA VEZ AVILÉS CON LUCY AVILÉS", que se emitió por Radio Nacional del Perú desde el 2014 hasta el 2025.  Además, es reconocida por mérito propio como una de las mejores exponentes vocales del acervo musical criollo peruano, por  su capacidad armónica, su fuerza interpretativa, su creatividad y dominio escénico. Ella goza del cariño, respeto y admiración de los compositores, cantantes y músicos de las generaciones anteriores, por su talento, entrega y fidelidad hacia la música criolla tradicional. Está considerada por las nuevas generaciones como un referente a seguir.
Su nieta Pamela Bouanchi Avilés ha creado la Asociación Cultural Óscar Avilés, y como un homenaje a su abuelo, a través de ella dirige "Avilés La Escuela" (Escuela de Artes Escénicas), que tiene como finalidad encaminar a niños, jóvenes y adultos al arte, en cualquiera de sus expresiones; y "Avilés Producciones", desde donde brinda diferentes opciones de shows y horas locas.

## Discografía
1. Nueva dimensión bailable
2. Mi corazón: Alicia Maguiña y Óscar Avilés
3. Óscar Avilés presenta…
4. Así nomás
5. Dialogando (con Chabuca Granda)
6. Es decir
7. Cuatro voces y un estilo: Los Zañartu y Óscar Avilés.
8. Avilés y sus invitados
9. Desde los Andes al Mar
10. Juntos I y II: Alicia Maguiña y Óscar Avilés.
11. Esta vez los García y Avilés.
12. Viva el Perú…! Carajo.
13. Y ahora...Avilés con Banda.
14. En Fiesta Criolla... Pancho Jiménez y Oscar Avilés
15. Solo Avilés.
16. Valses peruanos eternos I y II (con Augusto Valderrama).
17. En Sabor y Guapeo
18. Gente morena
19. Gabriela Ortega y Óscar Avilés
20. Cecilia Bracamonte con Óscar Avilés
21. Óscar Avilés y Víctor Cuadros
22. Jesús Vásquez con la guitarra de Óscar Avilés
23. Homenaje a Chabuca Granda:  Oscar Avilés y Fetiche
24. Chabuca Grande de América con el Mariachi Vargas
25. ¡¡¡Que tal trío!!!
26. Seguimos valseando festejos
27. Los Dávalos con Óscar Avilés
28. Avilés... 40 años
29. ¡Son nuestros!
30. Únicos
31. Les traemos... El Chacombo
32. Siempre juntos
33. Se sobraron: Óscar Avilés y Julio Mori.
34. Arturo "Zambo" Cavero y Óscar Avilés
35. Sabor y más sabor: Lucila Campos.
36. El Gran Pinglo también compuso.
37. Un Perú en Sinfonía (con Víctor Cuadros).
38. Corazón de Tinta Roja : Dayanne Valdivia.
39. Oscar Avilés con…
40. Los Bronces de Lucho Neves
41. Pinglo y Chabuca.
42. Cofre de los recuerdos con Los Embajadores Criollos.